# Нотація Бауерса
Нотація Бауерса (англ. Bowers array notation) — нотація для запису великих чисел, яку запропонував американський математик Джонатан Баверс (Jonathan Bowers) 2002 року.

## Рекурсивні формули
Формули застосовуються у вказаному порядку:
1. {\displaystyle \{a\}=a} та {\displaystyle \{a,b\}=a^{b}}
2. {\displaystyle \{a,b,\ldots ,n,1\}=\{a,b,\ldots ,n\}}
3. {\displaystyle \{a,1,b,\ldots ,n\}=a}
4. {\displaystyle \{a,b,1,\ldots ,1,c,d,\ldots ,n\}=\{a,a,a,\ldots ,\{a,b-1,1,\ldots ,1,c,d,\ldots ,n\},c-1,d,\ldots ,n\}}.
5. {\displaystyle \{a,b,c,d,\ldots ,n\}=\{a,\{a,b-1,c,d,\ldots ,n\},c-1,d,\ldots ,n\}}

## Приклади
- {\displaystyle \{10,100\}=10\uparrow 100}
- {\displaystyle \{10,100,2\}=\{10,\{10,99,2\}\}=\{10,\{10,\{10,98,2\}\}\}=...=10\uparrow \uparrow 100} (правило 5)
- {\displaystyle \{10,100,3\}=\{10,\{10,99,3\},2\}=\{10,\{10,\{10,98,3\},2\},2\}=...=10\uparrow \uparrow \uparrow 100} (правило 5)

- {\displaystyle \{10,100,1,2\}=\{10,10,\{10,99,1,2\}\}=\{10,10,\{10,10,\{10,98,1,2\}\}\}=...\approx 10\rightarrow 10\rightarrow 100\rightarrow 2} (правило 4)

а це більше числа Грема, яке знаходиться між {3,64,1,2} та {3,65,1,2}).
- {\displaystyle \{10,100,2,2\}=\{10,\{10,99,2,2\},1,2\}=\{10,\{10,\{10,98,2,2\},1,2\},1,2\}=...\approx 10\rightarrow 10\rightarrow 100\rightarrow 3} (правило 5)
- {\displaystyle \{10,100,m,2\}\approx 10\rightarrow 10\rightarrow 100\rightarrow (m+1)}

В загальному випадку для 3-елементного масива:
{\displaystyle \{a,b,n\}=a\uparrow ^{n}b} нотація Кнута.
В загальному випадку для 4-елементного масива:
{\displaystyle \{a,b,c,n\}>\underbrace {a\rightarrow a\rightarrow \cdots a\rightarrow a} _{n-1{\text{ стрілок}}}\rightarrow (b-1)\rightarrow (c+1)} нотація Конвея.
Нотація Баверса з 3 елементів має потужність нотації Кнута (межа {\displaystyle \omega }), а з 4 елементів — потужність нотації Конвея (межа {\displaystyle \omega ^{2}}), і так далі, для скінченного масива межа = {\displaystyle \omega ^{\omega }} в термінології швидкозростаючої ієрархії.